# Astarte undata
Astarte undata är en musselart som beskrevs av Gould 1841. Astarte undata ingår i släktet Astarte och familjen Astartidae. Inga underarter finns listade i Catalogue of Life.